# Trzcińsko-Zdrój
Trzcińsko-Zdrój (deutsch Bad Schönfließ) ist eine Kleinstadt mit Sitz einer Stadt- und Landgemeinde in der polnischen Woiwodschaft Westpommern. Sie gehört zum Powiat Gryfiński (Kreis Greifenhagen) und hat etwa 2.260 Einwohner.

## Geographische Lage

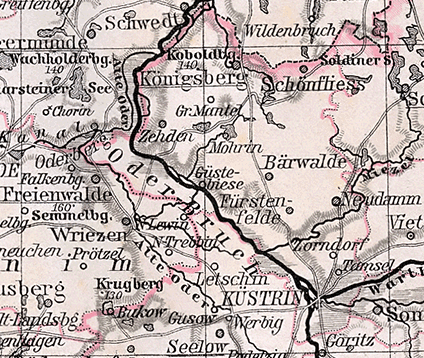
Schönfließ östlich von Königsberg in der Neumark und nördlich von Küstrin auf einer Landkarte von 1905

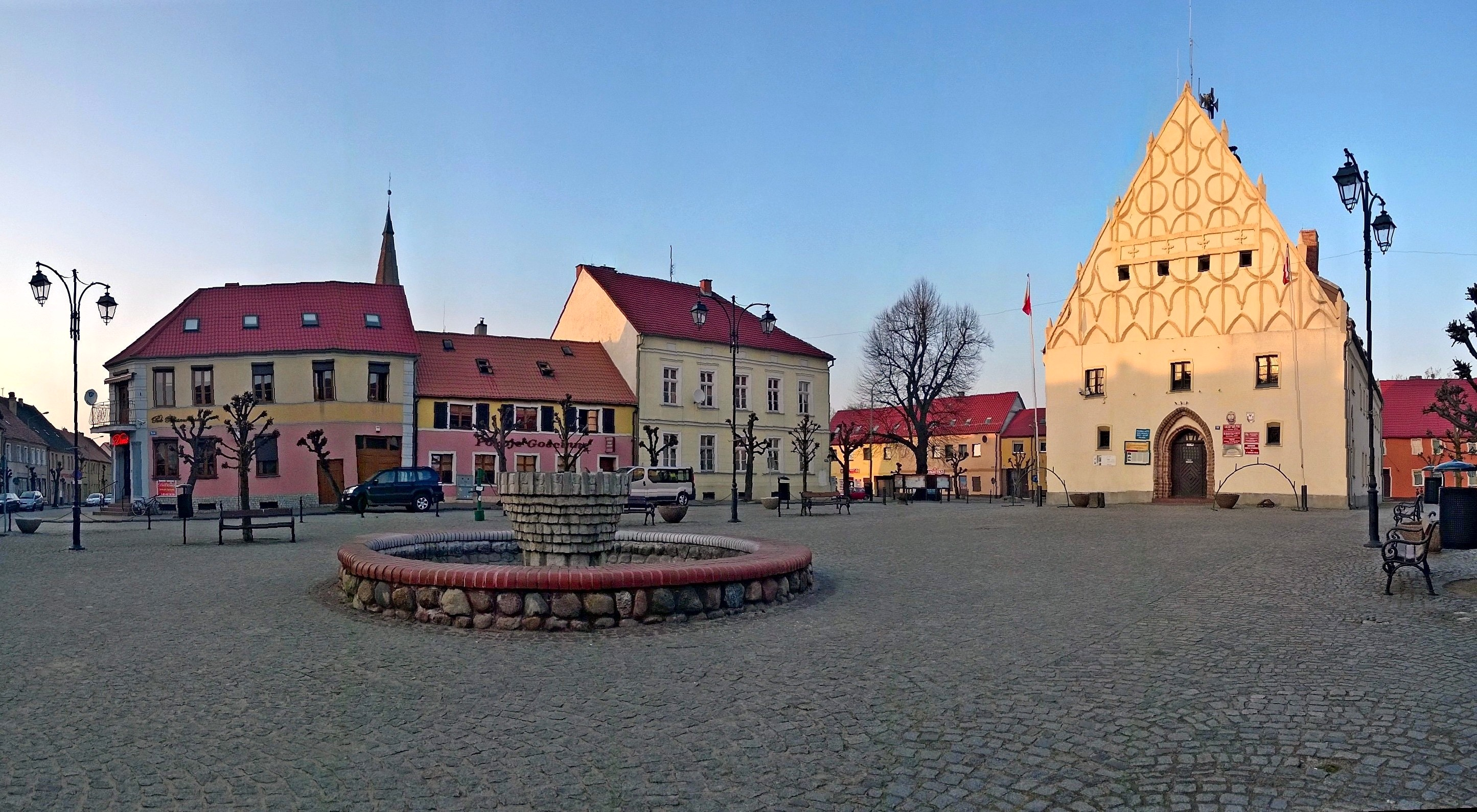
Marktplatz

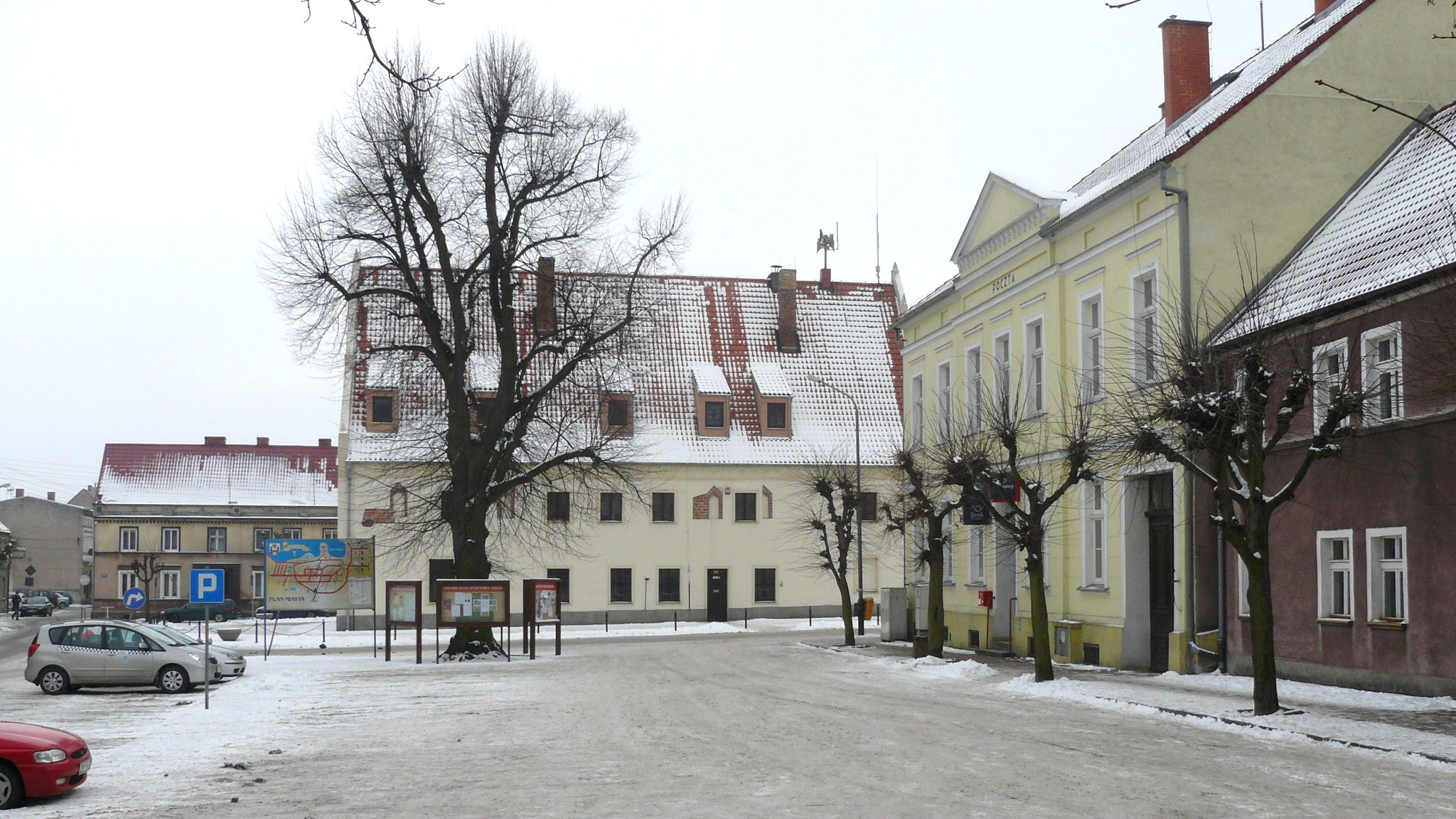
Stadtzentrum mit dem Rathaus im Hintergrund

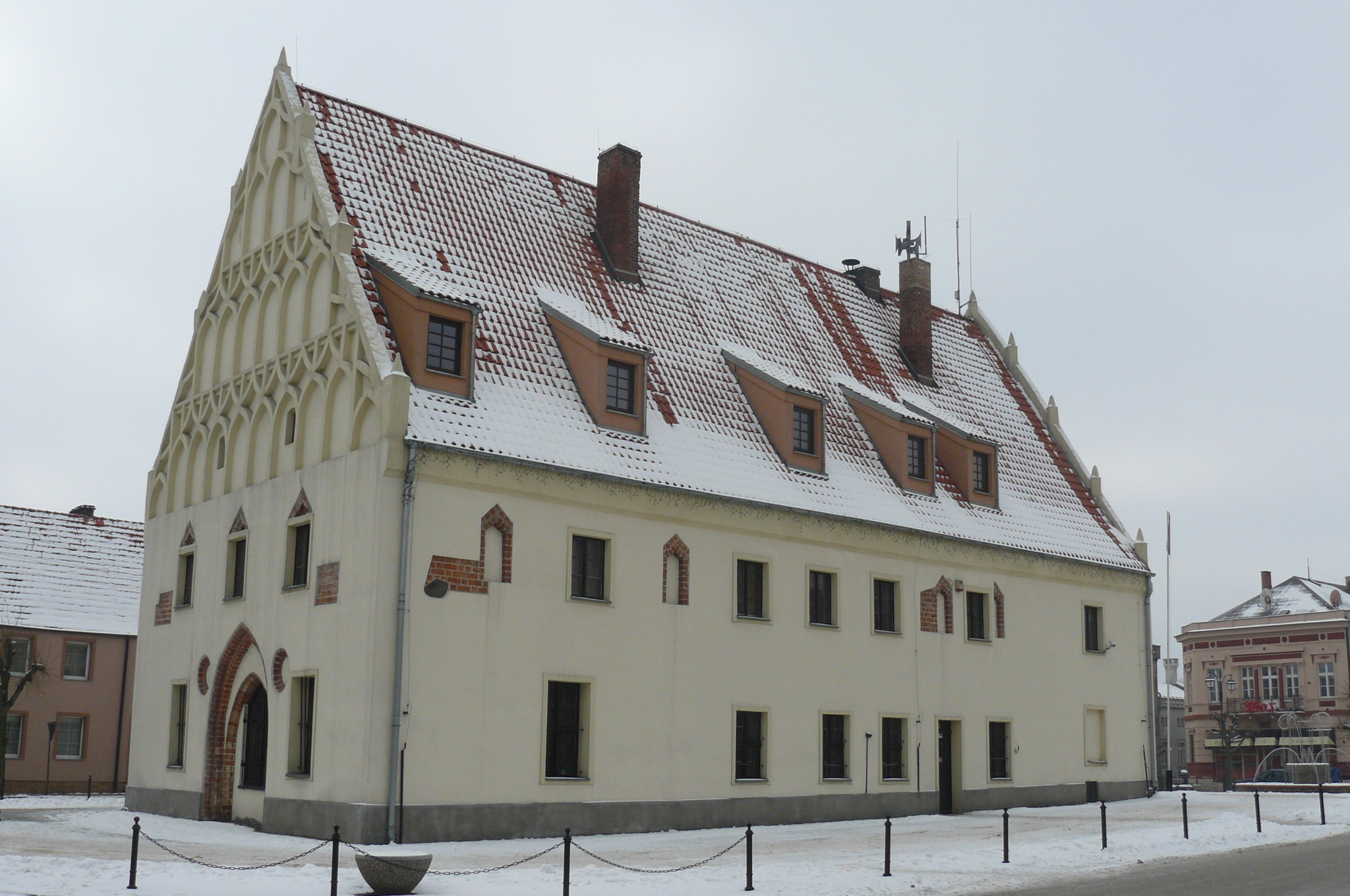
Rathaus (15. Jh.)

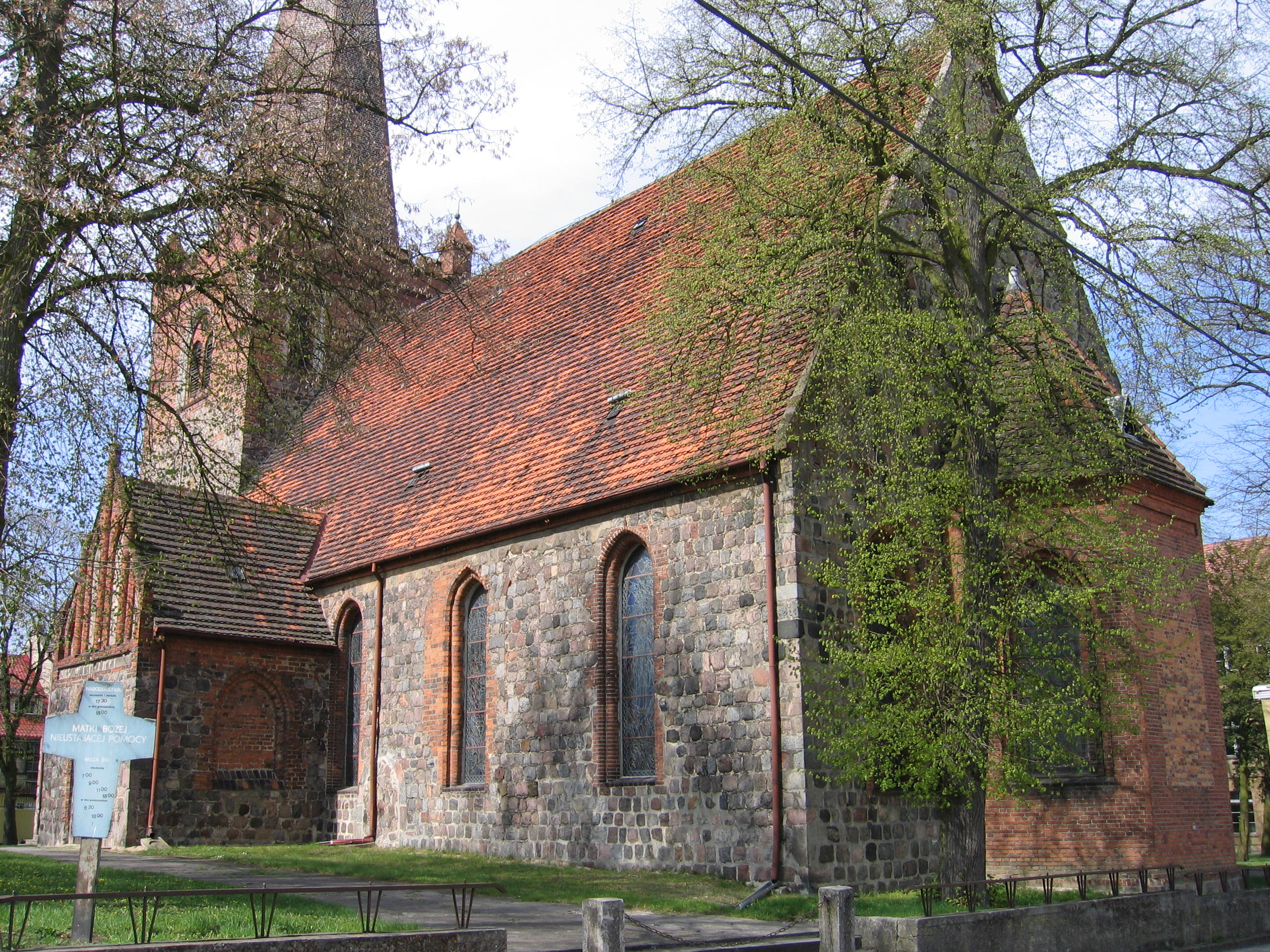
Stadtkirche (14. Jh., bis 1945 evangelische Pfarrkirche von Schönfließ)

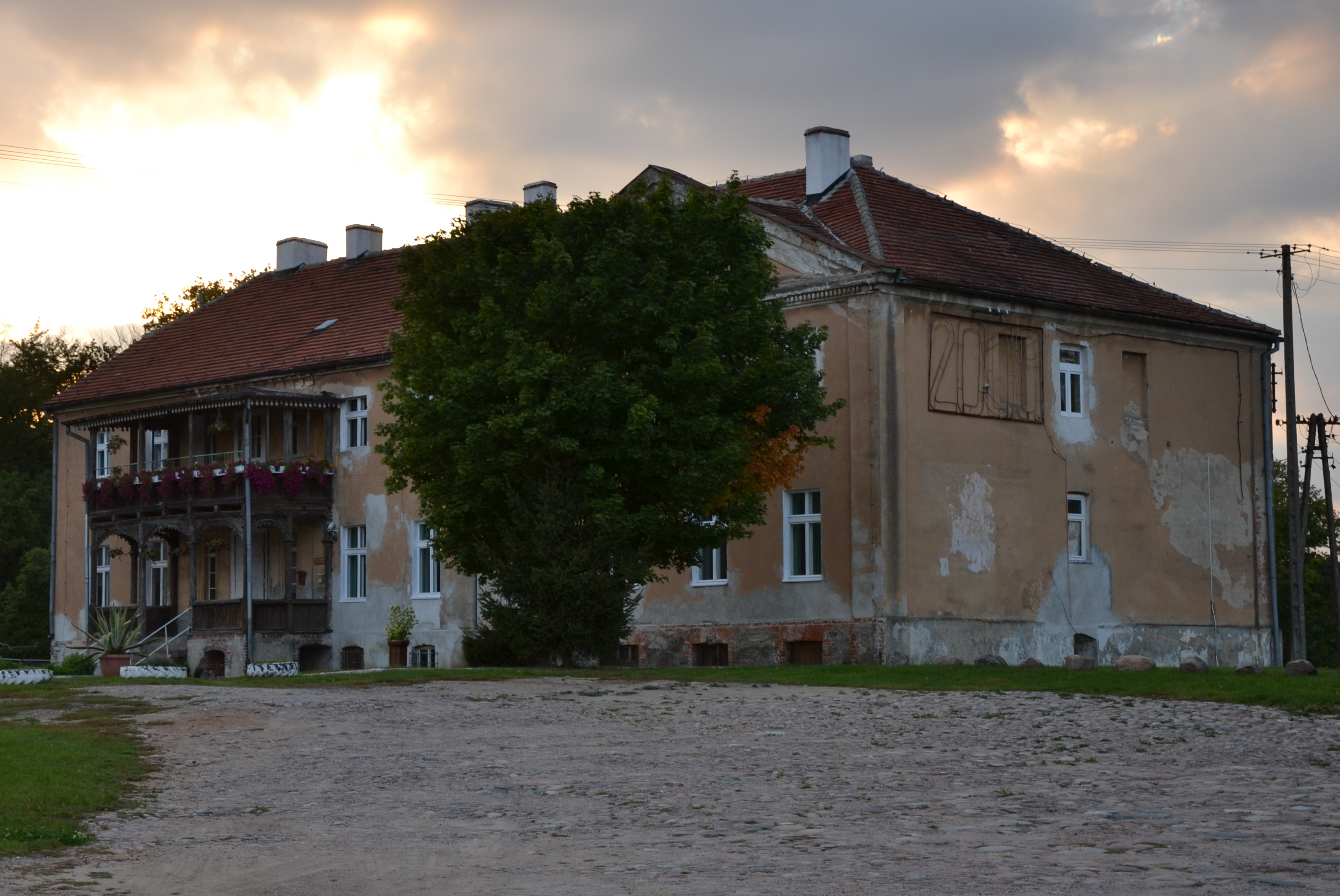
Ehemaliges Gutshaus Scharsendorf (Gogolice)

Die Stadt  liegt in der Neumark an dem Flüsschen Rörike, etwa 25 Kilometer südöstlich von Schwedt/Oder und 80 Kilometer südlich von Stettin (Szczecin).  Die umliegende Landschaft ist geprägt durch eine Kette kleiner Seen, die sich nördlich und südlich der Stadt erstreckt.

## Geschichte
Am Ort der Stadt befand sich wohl in älterer Zeit eine slawische Siedlung an den Handelsstraßen Posen – Zantoch und Soldin – Königsberg (Neumark). Im Jahre 1281 kam die Ortschaft  unter dem Namen Schowenfliet zu Brandenburg. Im 14. Jahrhundert erhielt der Ort  das Recht zur Ausfuhr von Getreide, der Durchführung von Märkten und der Befreiung von Zöllen.
Im Jahre 1433 verwüsteten Hussiten die Stadt. Während des Dreißigjährigen Krieges erlitt sie starke Zerstörungen. 1870 wurden große Teile der Befestigungsanlagen der Stadt abgerissen und in Parkanlagen umgewandelt.
Ende des 19. Jahrhunderts wurde Schönfließ zum Badeort (Moorbad), den Titel „Bad“ bekam es 1907 verliehen. Den Zweiten Weltkrieg überstand die Stadt ohne große Zerstörung.
Bis 1945 gehörte Bad Schönfließ zum Landkreis Königsberg Nm. im Regierungsbezirk Frankfurt der preußischen Provinz Brandenburg des Deutschen Reichs.
Gegen Ende des Zweiten Weltkriegs besetzte im Frühjahr 1945 die Rote Armee die Stadt. Nach Kriegsende wurde Bad Schönfließ seitens der Sowjetunion der Volksrepublik Polen zur Verwaltung überlassen. Im Anschluss daran begann die Zuwanderung polnischer Bevölkerung. Die Stadt erhielt nun den polnischen Namen Trzcińsko-Zdrój. In der Folgezeit wurde die einheimische Bevölkerung von der polnischen Administration aus Bad Schönfließ vertrieben.
Heute ist die Stadt Sitz der gleichnamigen Gmina in der Woiwodschaft Westpommern (bis 1998 Woiwodschaft Stettin).

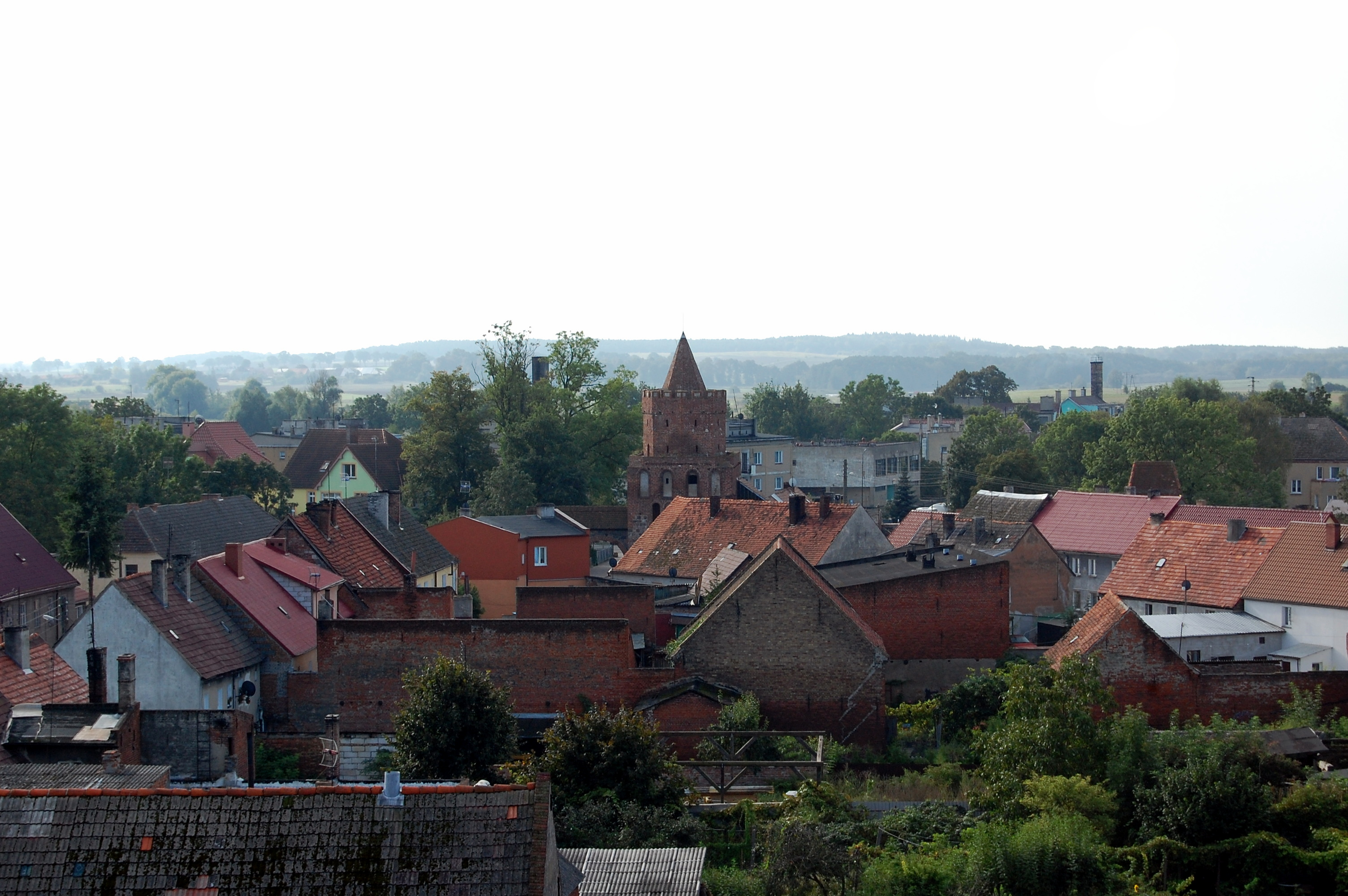
Blick auf die Dächer der Stadt
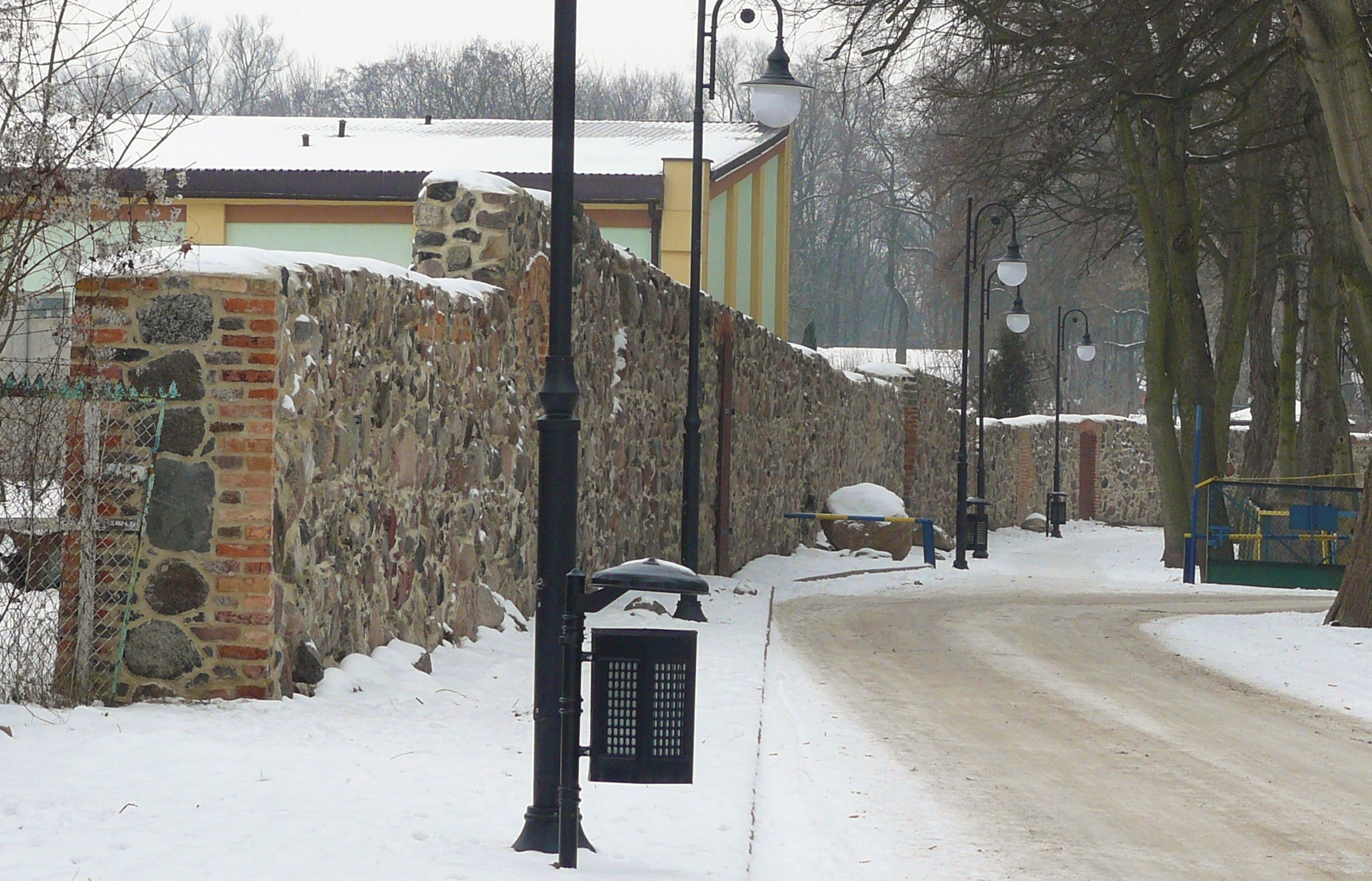
Rest der alten Stadtmauer
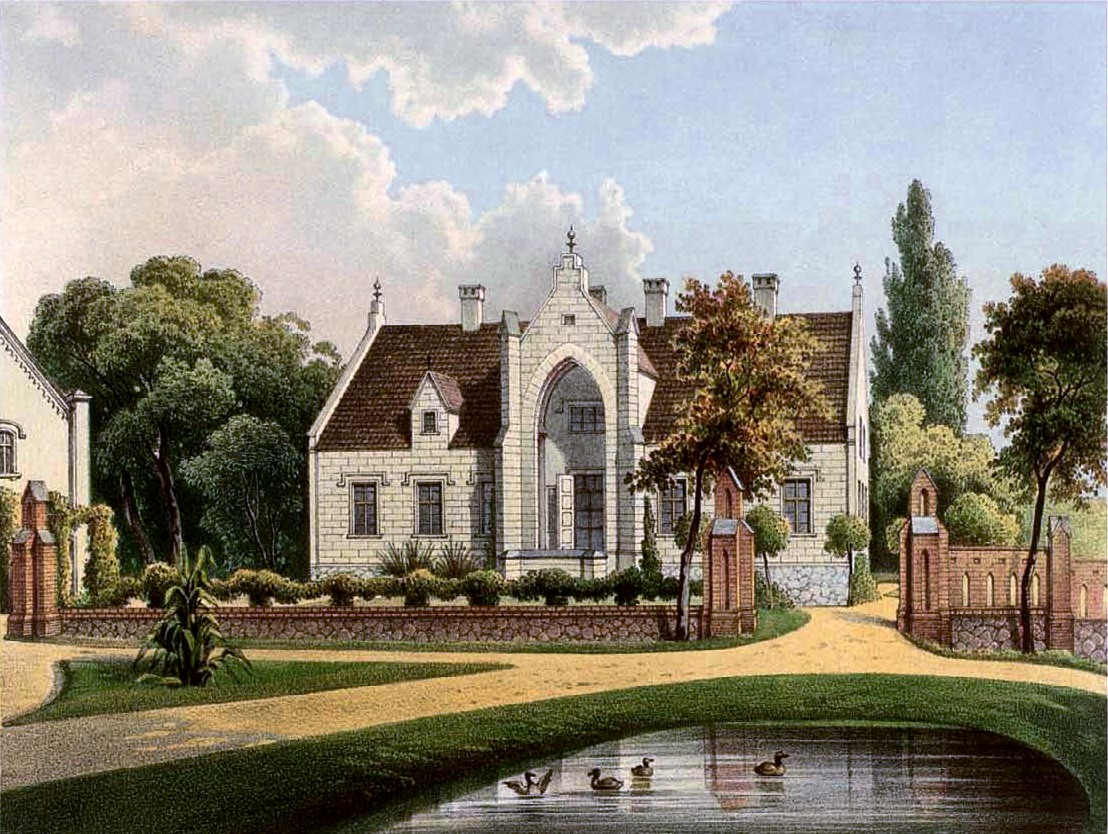
Rittergut Rohrbeck um 1860, Sammlung Alexander Duncker

### Demographie
| Jahr | Einwohner | Anmerkungen                                                         |
| ---- | --------- | ------------------------------------------------------------------- |
| 1719 | 1200      | [ 2 ]                                                               |
| 1750 | 1448      | [ 2 ]                                                               |
| 1800 | 1712      | darunter 90 Juden (zehn Familien)                                   |
| 1840 | 2296      | [ 2 ]                                                               |
| 1850 | 2566      | darunter fünf Katholiken und 101 Juden                              |
| 1858 | 2728      | darunter zehn Katholiken und 109 Juden                              |
| 1867 | 2946      | am 3. Dezember                                                      |
| 1871 | 3051      | am 1. Dezember, darunter 3260 Evangelische, 26 Katholiken, 71 Juden |
| 1875 | 2995      | [ 5 ]                                                               |
| 1880 | 3149      | [ 5 ]                                                               |
| 1905 | 2593      | meist Evangelische                                                  |
| 1910 | 2555      | [ 7 ] [ 8 ]                                                         |
| 1933 | 2854      | [ 5 ]                                                               |
| 1939 | 2644      | [ 5 ]                                                               |

## Verkehr
Zum Ort führt die Landesstraße 26 (droga krajowa 26), die ihn mit den Nachbarstädten Königsberg in der Neumark (Chojna) und Soldin (Myślibórz) verbindet.

## Söhne und Töchter der Stadt
- Wilhelm Liebenow (1822–1897), Topograf und Kartograf
- Paul Billerbeck (1853–1932), Theologe und Wissenschaftler

## Gmina Trzcińsko-Zdrój

### Allgemeines
Die Stadt Trzcińsko-Zdrój ist Sitz der gleichnamigen Stadt- und Landgemeinde, die sich über eine Fläche von 170,34 km² erstreckt und nahezu 6000 Einwohner zählt. Bei Trzcińsko Zdrój entspringt das Flüsschen Rurzyca (Röhrike), das die Gemeinde in nördlicher Richtung durchzieht und in die Oder mündet. Beim Ortsteil Góralice (Görlsdorf) entspringt die Tywa (Thue), die das Gemeindegebiet in westlicher Richtung durchzieht und in die Regalica (Reglitz) mündet.
Die Gemeinde hat eine einheitliche Postleitzahl: 74-510.
Nachbargemeinden sind:
- Banie (Bahn), Chojna (Königsberg in der Neumark) und Mieszkowice (Bärwalde) im Powiat Gryfiński (Kreis Greifenhagen) sowie
- Dębno (Neudamm) und Myślibórz (Soldin) im Powiat Myśliborski (Kreis Soldin).

### Gemeindegliederung
Die Gemeinde untergliedert sich in 12 Ortsteile, in die 22 Ortschaften integriert sind:
Ortsteile (Schulzenämter)
Chełm Górny (Hohenwartenberg)
Dobropole (Dobberphul)
Gogolice (Scharsendorf)
Góralice (Görlsdorf)
Górczyn (Gehege)
Klasztorne (Steineck)
Piaseczno (Pätzig)
Rosnowo (Rohrbeck)
Stołeczna (Stolzenfelde)
Strzeszów (Stresow)
Tchórzno (Theeren)
Trzcińsko Zdrój (Bad Schönfließ)
Übrige Ortschaften
Antoniewice (Wernersfelde)
Babin (Gut Babin)
Chełm Dolny (Wartenberg)
Cieplikowo (Sandkrug)
Czyste (Weißensee)
Drzesz (Falkenthal)
Głębokie (Gerlachshoop)
Osiecze (Neuhof)
Ostrzewka (Preußische Windmühle)
Rosnówko (Agneshof)
Smuga (Neidfeld)
Szarpatki (Engelkes Ziegelei)
Wesoła (Vorwerk Schönlinde)

### Verkehr

#### Straße
Die Gmina Trzcińsko-Zdrój liegt an der polnischen Landesstraße 26, die von der deutschen Grenze bei Schwedt/Oder (Anschluss: Bundesstraße 166) über Chojna bzw. Myślibórz bis nach Renice (Rehnitz) an der Landesstraße 3 führt und die westliche Neumark mit der so wichtigen Straße verbindet.

#### Schiene
Seit 1992 ist die Gemeinde vom Bahnnetz abgekoppelt, nachdem die Staatsbahnstrecke Pyrzyce (Pyritz)–Godków (Jädickendorf) stillgelegt wurde. Außer Trzcińsko-Zdrój waren auch die Ortsteile Góralice (Görlsdorf) und Rosnowo (Rohrbeck) Bahnstationen an dieser Linie.
Der nächste Bahnhof befindet sich in Chojna (Königsberg in der Neumark) an der wichtigen Nord-Süd-Strecke von Stettin nach Breslau.